# 恵比寿駅

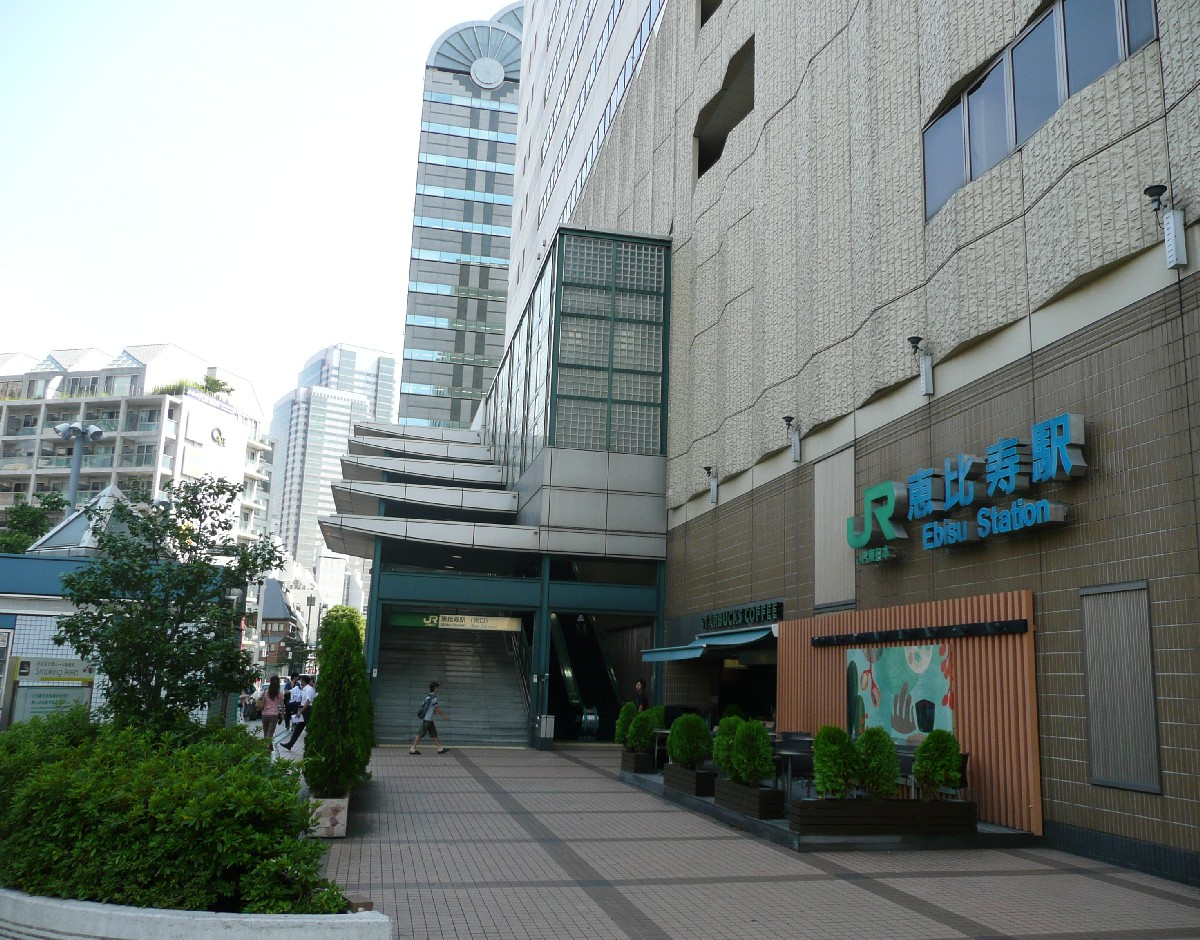
東口（2008年8月）

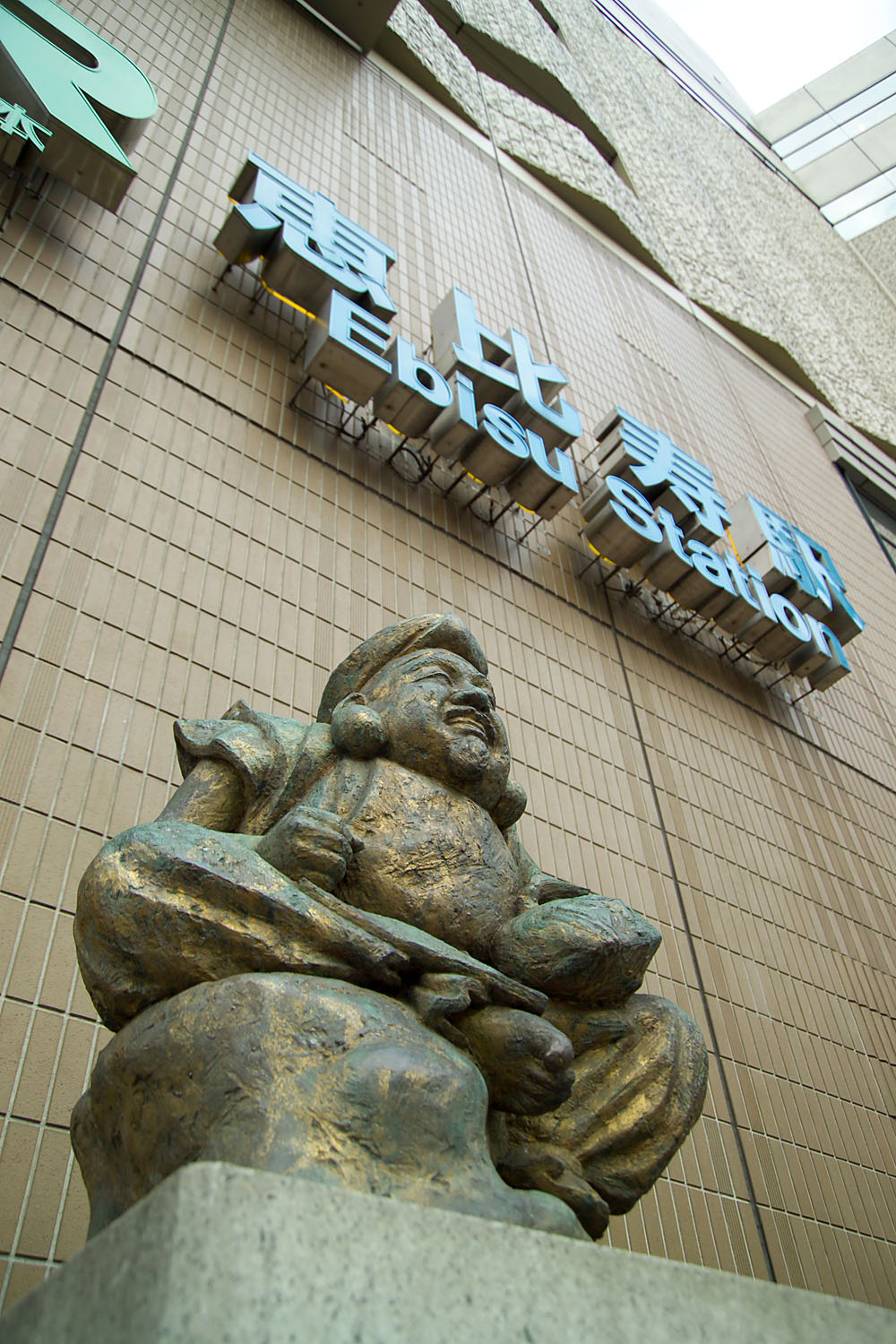
西口駅前にあるえびす像

恵比寿駅（えびすえき）は、東京都渋谷区恵比寿南一丁目にある、東日本旅客鉄道（JR東日本）と東京地下鉄（東京メトロ）の駅である。渋谷区内の鉄道駅では最も南にある。

## 乗り入れ路線
JR東日本の各線（後述）が地上の高架上に、東京メトロの日比谷線が地下にそれぞれ乗り入れ、乗り継ぎ可能な接続駅となっている。また、JR東日本の駅には「 EBS 」のスリーレターコードが付与されている。
- JR東日本：各線（後述）
- 東京メトロ： 日比谷線 - 駅番号「H 02」

JR東日本の駅に乗り入れている路線は、線路名称上は山手線のみであるが、運転系統としては電車線を走行する環状線としての山手線電車のほか、山手貨物線を走行する埼京線と湘南新宿ラインが停車し、旅客案内ではそれぞれ別路線として扱われている。
- 山手線：電車線を走行する環状路線 - 駅番号「JY 21」
- 埼京線：山手貨物線を走行。大宮駅方面の川越線と大崎駅方面のりんかい線、東海道貨物線経由で羽沢横浜国大駅から相鉄線との相互直通運転も実施 - 駅番号「JA 09」
- 湘南新宿ライン：山手貨物線を走行する中距離電車。当駅を経由し、大宮駅方面（北行）の宇都宮線・高崎線と横浜駅方面（南行）の東海道線・横須賀線を相互直通運転 - 駅番号「JS 18」

東京メトロ日比谷線は、終着駅である北千住駅のさらに先、東武伊勢崎線（東武スカイツリーライン）を経由して日光線南栗橋駅まで相互直通運転を実施している。
また、特定都区市内制度における「東京都区内」および「東京山手線内」に属している。

## 歴史

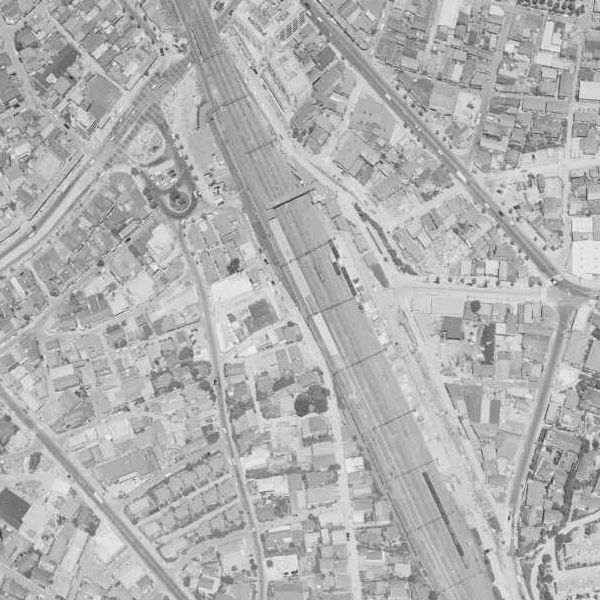
恵比寿駅周辺の白黒空中写真（1963年6月26日撮影）

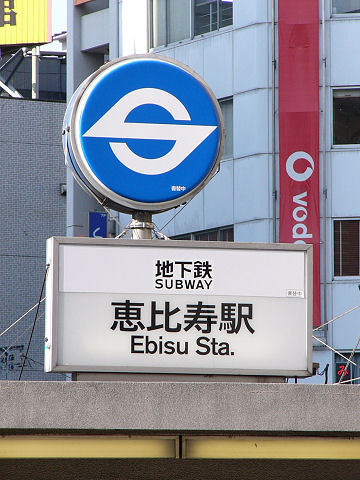
営団地下鉄時代の団章。撮影時は東京メトロへの移行が目前であり、東京メトロのロゴマークおよび「東京メトロ」の文字がステッカーで覆われている。（2004年3月）

- 1901年（明治34年）2月25日：日本鉄道の貨物駅として開業[1][2]。ビール出荷専用の駅であった[2]。
- 1906年（明治39年）
  - 4月16日：約300 m渋谷駅側に移転[1]。
  - 10月30日：旅客営業開始[1]。
  - 11月1日：日本鉄道が国有化、官設鉄道の駅となる[1]。
- 1909年（明治42年）10月12日：線路名称制定により、山手線の所属となる。
- 1927年（昭和2年）3月29日：玉川電気鉄道（後に都電へ併合）の恵比寿駅前電停が開業。
- 1945年（昭和20年）5月24日：太平洋戦争中に空襲を受け、駅舎が全焼。
- 1952年（昭和27年）4月17日：鉄筋コンクリート造2階建て駅舎が落成[新聞 1]。
- 1964年（昭和39年）3月25日：帝都高速度交通営団（営団地下鉄）日比谷線の駅が開業[3]。
- 1967年（昭和42年）12月9日：都電恵比寿駅前電停が廃止。
- 1974年（昭和49年）7月1日：営団地下鉄日比谷線の駅に自動改札機を設置。
- 1982年（昭和57年）11月15日：国鉄恵比寿駅の貨物取り扱いを廃止[1]。同時にサッポロビール東京工場専用線も廃止。
- 1986年（昭和61年）11月1日：カートレインの発着駅が汐留駅から変更される[1]。
- 1987年（昭和62年）4月1日：国鉄分割民営化に伴い、国鉄の駅は東日本旅客鉄道（JR東日本）の駅（山手線所属）となる。
- 1990年（平成2年）
  - 11月17日：JR東日本の東口に自動改札機を設置[4]。
  - 12月1日：JR東日本の西口に自動改札機を設置[4]。
  - 12月21日：カートレインの発着駅が浜松町駅に変更される[1]。
- 1996年（平成8年）3月16日：埼京線運転区間が当駅まで延長[新聞 2][新聞 3]。ただし当駅でそのまま折り返すことが出来なかったため、4番線到着の列車は大崎駅構内（当時はホーム未設置）まで行き、そこで折り返すという形態だった。
- 1997年（平成9年）10月1日：駅ビル「アトレ恵比寿」が開業[5]。
- 2001年（平成13年）
  - 11月18日：JR東日本でICカード「Suica」の利用が可能となる[報道 1]。
  - 12月1日：湘南新宿ラインの運行開始。
- 2002年（平成14年）12月1日：埼京線運転区間を大崎まで延長し、同時にりんかい線と相互直通運転開始[報道 2]。同時に当駅始発・終着の定期列車が消滅した。
- 2004年（平成16年）4月1日：帝都高速度交通営団（営団地下鉄）民営化に伴い、日比谷線の駅は東京地下鉄（東京メトロ）に継承される[報道 3]。
- 2005年（平成17年）6月6日：サッポロビール「ヱビスビール」のテレビCMで使用されている、映画『第三の男』のテーマ曲が発車メロディとなる。1・2番線と3・4番線のパートで一つのサビ（各番線で異なるタイプ）。同曲は、2004年10月21日から12月25日までの間にも、期間限定で使用されていたが、編曲は現在のものと異なっていた。
- 2007年（平成19年）3月18日：東京地下鉄でICカード「PASMO」の利用が可能となる[報道 4]。
- 2008年（平成20年）2月25日：カラー電子ペーパーを使用した広告実験を開始。
- 2010年（平成22年）6月26日：山手線ホームで、JRグループの在来線としては史上初となる可動式ホームドアの使用を開始[報道 5]。
- 2013年（平成25年）11月15日・11月22日：駅ビル「アトレ恵比寿」の3階がリニューアル[報道 6]。
- 2014年（平成26年）10月：駅ビル「アトレ恵比寿」の5階がリニューアル[報道 7]。
- 2016年（平成28年）4月15日：駅ビル「アトレ恵比寿西館」が開業。駅ビル「アトレ恵比寿本館」がリニューアル[報道 8]。
- 2018年（平成30年）2月 - 5月：駅ビル「アトレ恵比寿」がリニューアル[報道 9]。
- 2020年（令和2年）
  - 2月7日：日比谷線ホームに発車メロディを導入[6]。
  - 6月6日：日比谷線ダイヤ改正より、THライナーが当駅終着で設定される[報道 10]。
- 2021年（令和3年）2月1日：JR東日本の駅が業務委託化[7]。
- 2023年（令和5年）
  - 1月27日：東京メトロの定期券発売所が営業を終了[8]。
  - 8月31日：みどりの窓口の営業を終了[9]。

### 駅名の由来
ヱビスビールを製造・販売していた日本麦酒醸造会社（現在のサッポロビール）の工場が、現在恵比寿ガーデンプレイスのある場所にかつて存在していた。工場に隣接する山手線上に1901年、ビール出荷専用の貨物駅が開設された。ビールの商標に因み、駅名も「恵比寿」（当初「ゑびす」と表記）と命名される。駅開設当時の地名は「下渋谷」であった。後に、工場周辺を「ゑびす」と呼ぶようになり、1928年に駅周辺の地名も「恵比寿通」と名付けられた。駅前の恵比寿神社は、戦後に成立したものである（駅周辺の節も参照）。
商品名のヱビスと恵比寿ガーデンプレイスのローマ字表記は「YEBISU」であるが、地名と駅名の表記は「Ebisu」である。

## 駅構造

### JR東日本
JR東日本ステーションサービスが駅業務を受託している渋谷駅管理の業務委託駅。
山手線と埼京線・湘南新宿ライン（山手貨物線）でそれぞれ島式ホーム1面2線ずつ、2面4線を有する高架駅である。
ホーム上の大部分は駅ビル「アトレ恵比寿」に覆われており、1階に西口、3階に東口、それぞれの改札口が設置されている。なお、現行の駅舎が建設される前は、西口・東口とも地平部に駅舎があり、東口とホームは山手貨物線を跨ぐ橋で連絡していた。
エスカレーターは改札内コンコースとホームを連絡するほか、東口には出入口と改札外コンコースを連絡するものも設置されている。エレベーターは西口改札内コンコースとホームを連絡している。
2010年6月26日初電より、山手線ホームにてJR東日本の在来線としては初となるホームドアの運用が開始されている。なお、7号車・10号車部分は当時一部のE231系編成で6ドア車が4ドア車に変更されていなかったため、全編成が4ドア車に変更された後に設置された。
発車案内の上部に列車の現在位置を表示する大型の液晶ディスプレイが2006年10月から2007年2月まで試験的に設置されていた。試験終了後は改札口付近に異常時の運行情報を表示するものとして移設されている。
埼京線の列車が当駅を終着駅としていた時期は（ATOS未導入の時期でもある）、埼京線各駅において当駅行の電車を「渋谷方面恵比寿行き」という言い回しで案内していた。また、3番線を乗車専用、4番線を降車専用（ホリデー快速を除く）としていたが、湘南新宿ラインの運転開始に伴って目黒方にホームが延伸され、乗車・降車専用の扱いはなくなった。
サッポロビール恵比寿工場が付近にあった時は貨物扱い施設も設置されていた。工場の廃止後、埼京線延長前の1987年から1993年頃までこの施設を利用して行楽シーズンに九州や北海道方面へのカートレインが発着していた（後に浜松町駅発着に変更）。サッポロビール恵比寿工場の跡地は再開発され恵比寿ガーデンプレイスとなった。
自動券売機、多機能券売機、指定席券売機が設置されている。なお、1995年11月から導入されている、JR東日本の傾斜式・タッチパネル式自動券売機については、当駅東口が最初の導入場所だった。導入当初はディスプレイが小さい四角形で、かつ目の不自由な利用者のためのテンキーが設置されていなかったが、後の小改良で設置された。また、同じタイプのボタン式自動券売機も設置されていた。2010年時点では、ディスプレイが大きい四角形のものに交換されている。

#### のりば
| 番線 | 路線           | 方向   | 行先                         |
| ---- | -------------- | ------ | ---------------------------- |
| 1    | 山手線         | 外回り | 渋谷・新宿・池袋方面         |
| 2    | 山手線         | 内回り | 目黒・品川・東京方面         |
| 3    | 埼京線         | 北行   | 新宿・池袋・大宮方面         |
| 3    | 湘南新宿ライン | 北行   | 大宮・宇都宮・高崎方面       |
| 4    | 埼京線         | 南行   | 大崎・りんかい線・相鉄線方面 |
| 4    | 湘南新宿ライン | 南行   | 横浜・大船・小田原・逗子方面 |

（出典：JR東日本:駅構内図）

#### 発車メロディ
恵比寿ガーデンプレイスの所在地はかつてサッポロビールの恵比寿工場だったことから、ヱビスビールのCM曲である映画『第三の男』のテーマ曲が発車メロディとして採用されている。このメロディは2005年6月6日から使用されているが、それ以前にも2004年10月21日から同年12月25日までアレンジの違うメロディが流れていた。

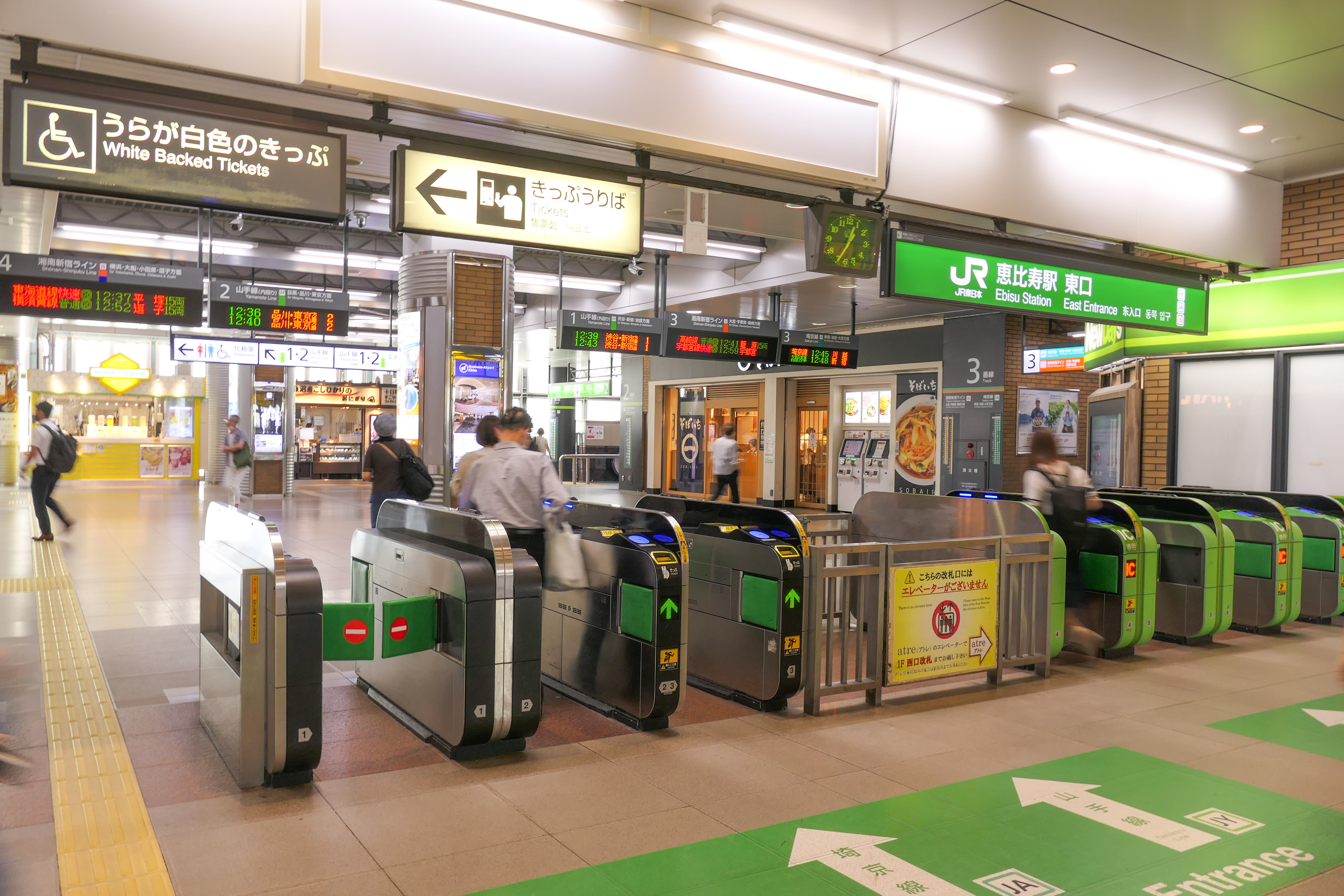
東口改札（2021年6月）
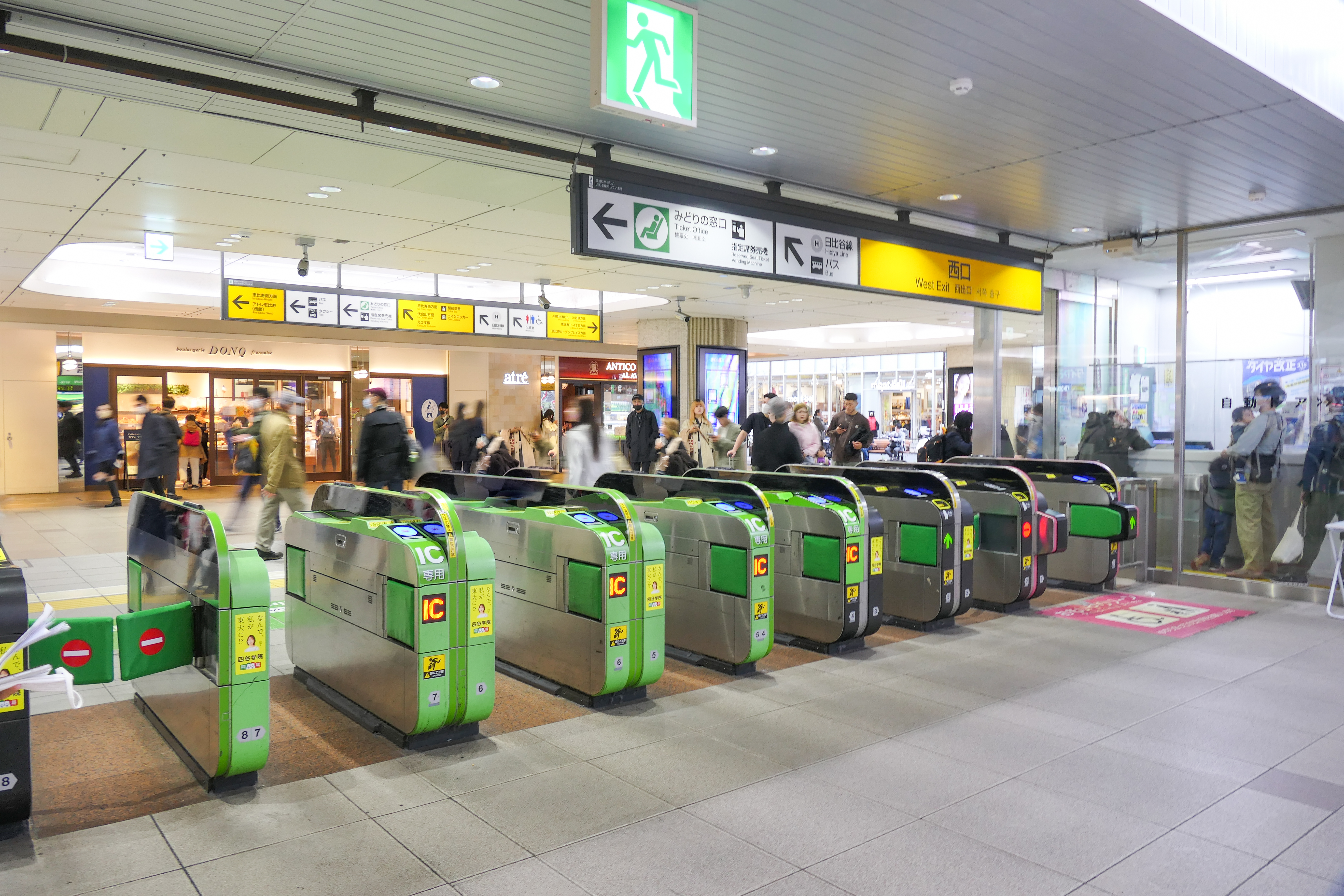
西口改札（2023年3月）
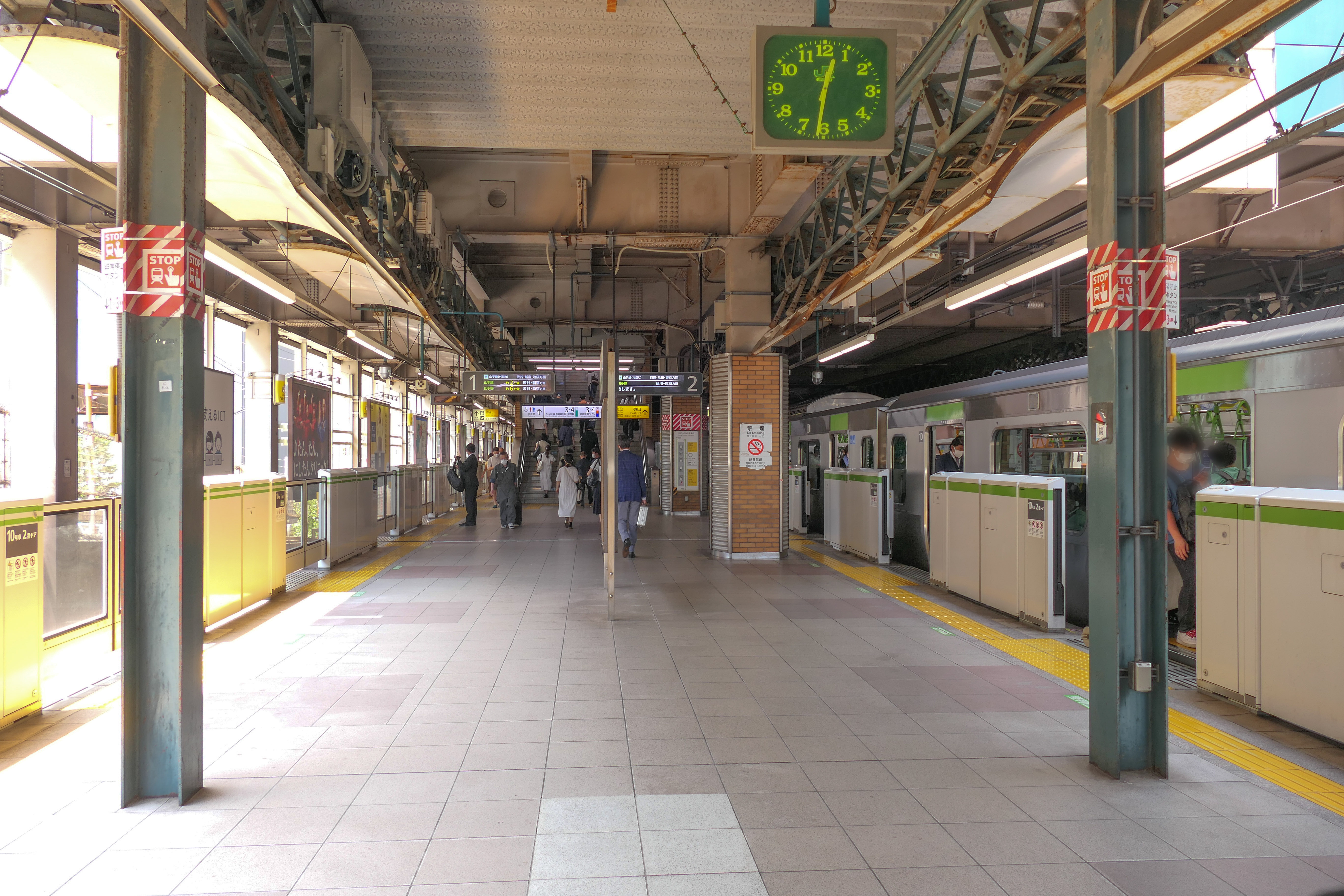
1・2番線（山手線）ホーム（2021年6月）
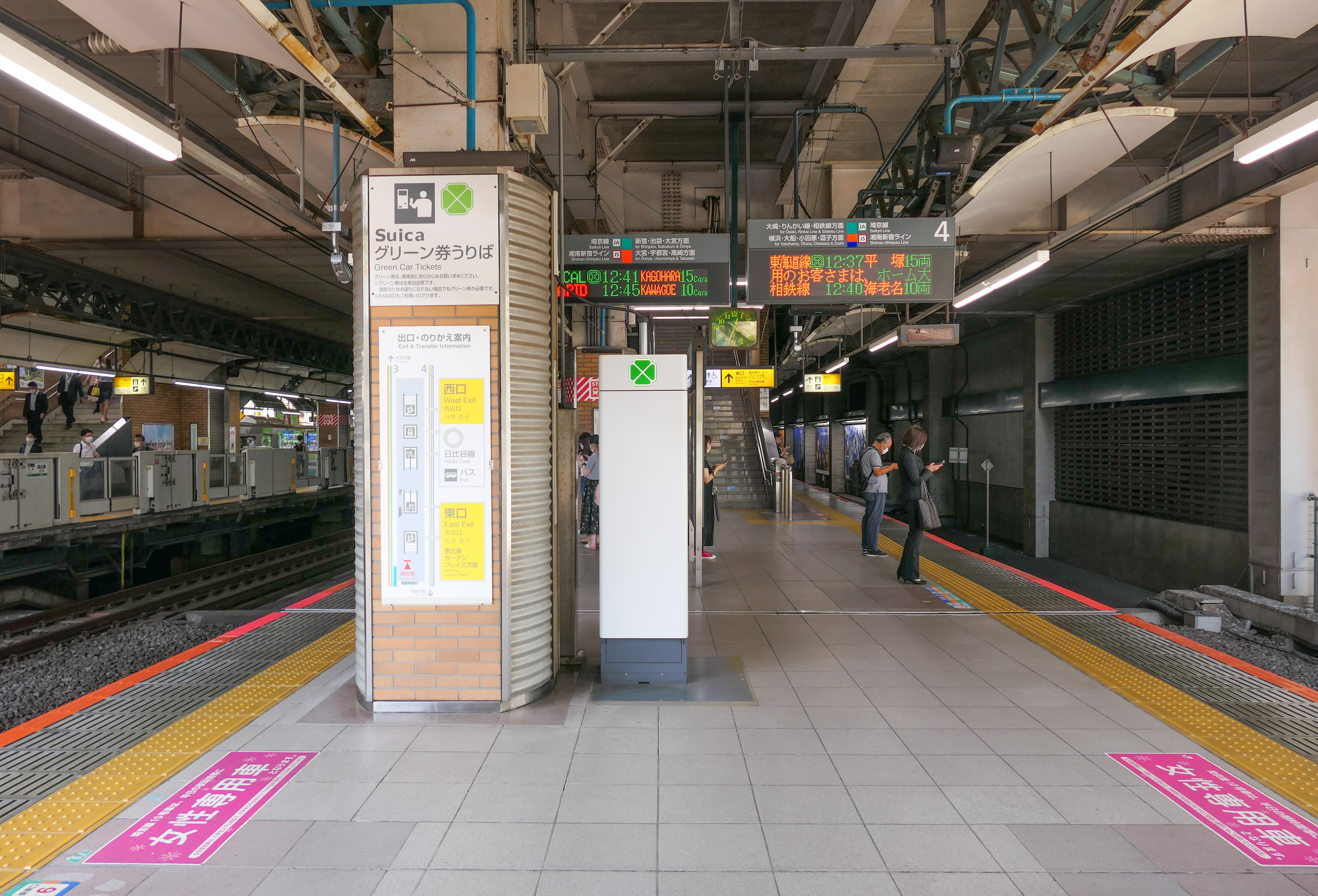
3・4番線（埼京線・湘南新宿ライン）ホーム（2021年6月）

### 東京メトロ
相対式ホーム2面2線を有する地下駅である。ホームがかなり湾曲しているため、常時駅員が出発合図を出している。
改札は中目黒駅寄りと広尾駅寄りの2カ所で、中目黒駅寄りはホーム及び地上ともは階段のみでの連絡。広尾駅寄りはエスカレーターとエレベーターが改札付近に設置され、改札内コンコースとホームと連絡している。また改札外コンコースと地上を結ぶ1番出口には階段とエレベーターが併設されている。東京メトロ日比谷線とJR各線は直角に近い位置関係で交差しており、この広尾駅寄り南側の1番出口がJR恵比寿駅の最寄り出入り口である。
広尾駅寄り改札内に事務所が設置されている。
久喜駅始発の「THライナー」は当駅が終着となり、その後は中目黒駅へ回送される。

#### のりば
| 番線 | 路線     | 行先               |
| ---- | -------- | ------------------ |
| 1    | 日比谷線 | 中目黒ゆき         |
| 2    | 日比谷線 | 北千住・南栗橋方面 |

（出典：東京メトロ:構内立体図）
- 中目黒寄りに両渡り線が設置されている[14]。開業から1964年7月22日の中目黒延伸までは1番線を降車ホーム、2番線を乗車ホームとしており、その折り返しのために両渡り線を使用していた。延伸後は非常用とされている。

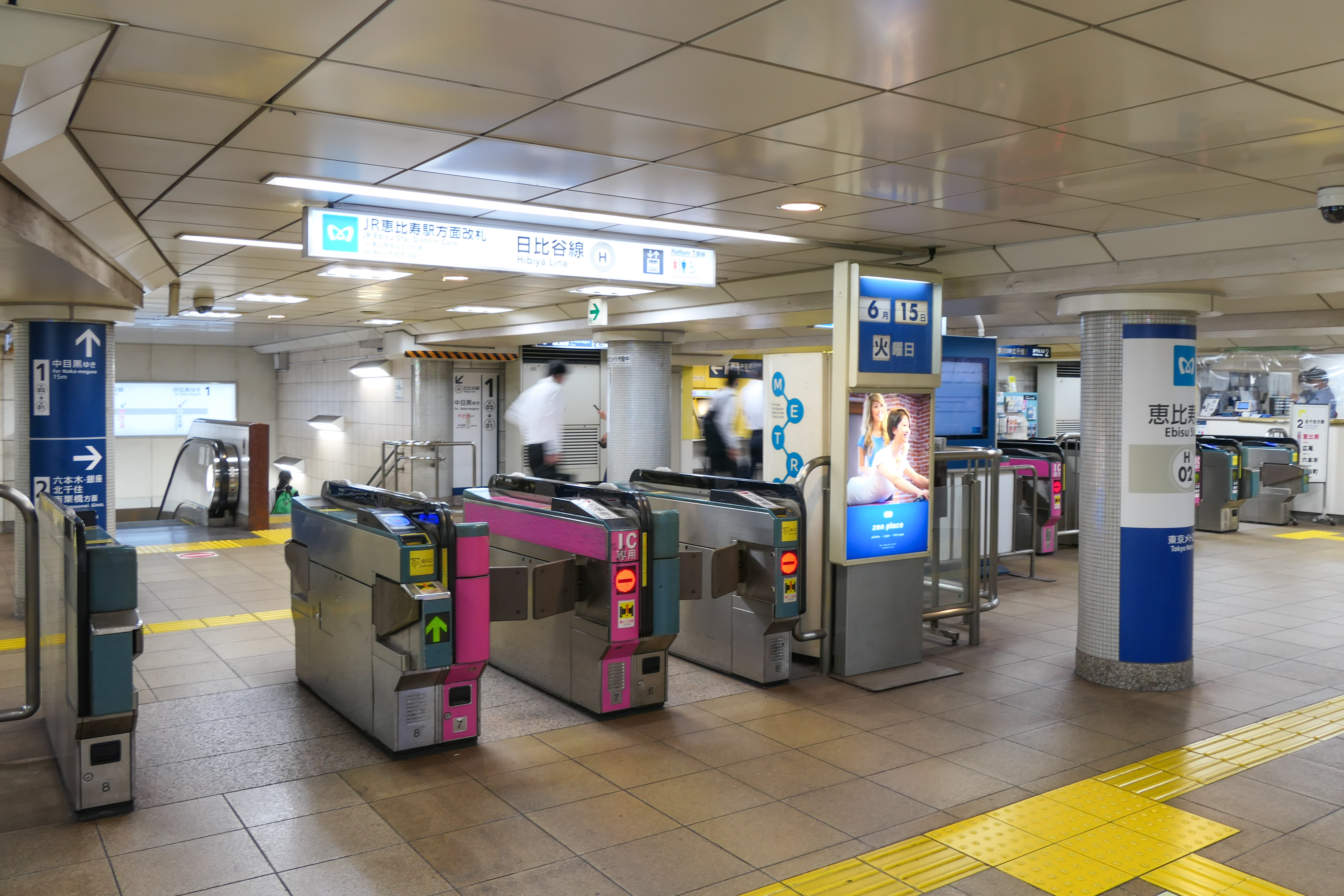
JR恵比寿駅方面改札（2021年6月）
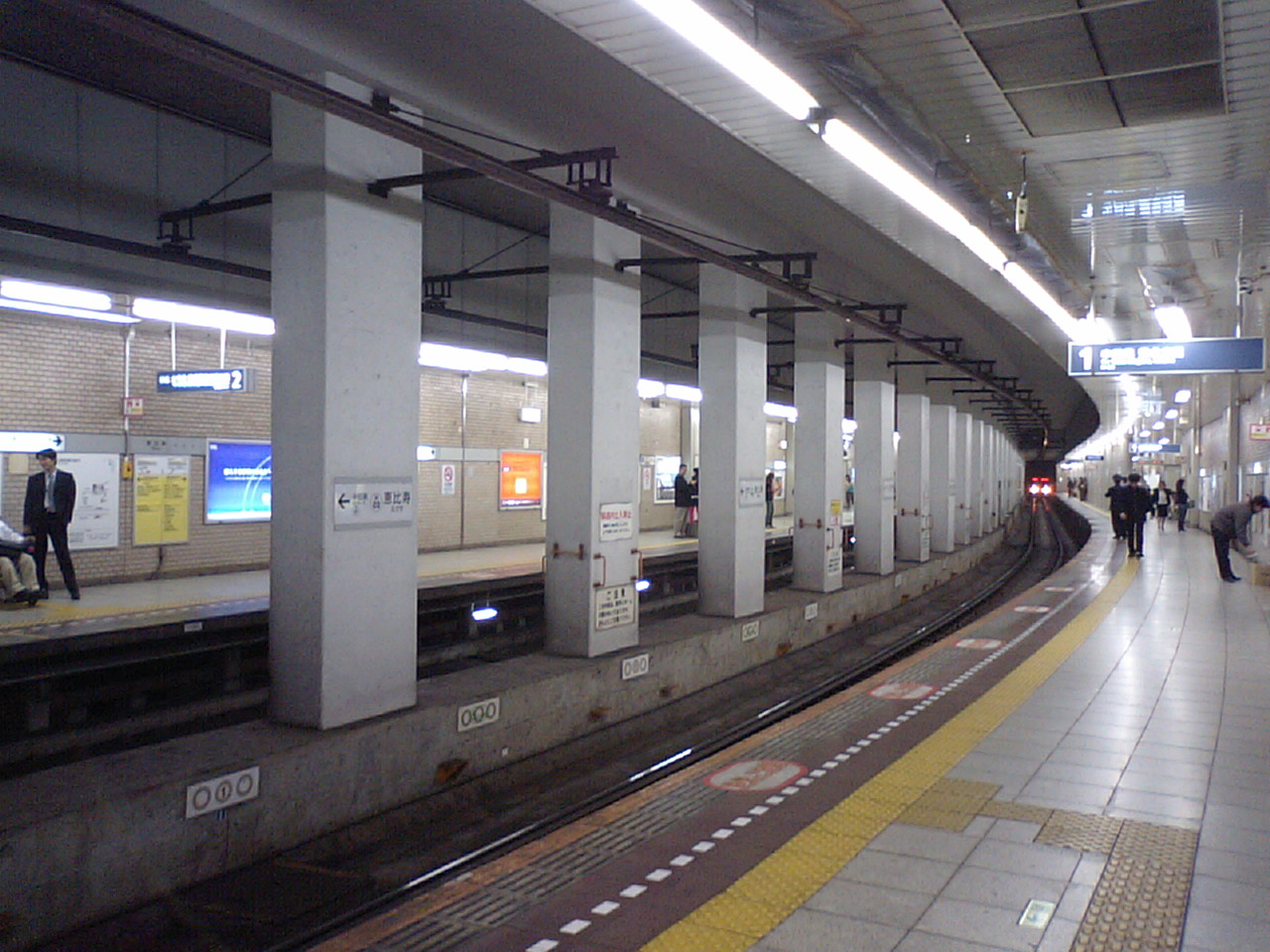
ホーム（2008年4月）

#### 発車メロディ
2020年2月7日よりスイッチ制作の発車メロディ（発車サイン音）を使用している。
曲は1番線が「アルテミス」（福嶋尚哉作曲）、2番線が「Sparkling Road」（大和優子作曲）である。

## 利用状況
- JR東日本 - 2023年度（令和5年度）の1日平均乗車人員は121,103人である[利用客数 1]。
同社の駅の中では蒲田駅に次いで第23位。
- 東京メトロ - 2024年度（令和6年度）の1日平均乗降人員は104,751人である[メトロ 1]。
東京メトロ全130駅の中では後楽園駅に次いで第33位。

### 年度別1日平均乗降人員
1999年度（平成11年度）以降の1日平均乗降人員推移は下表の通り。
| 年度               | 営団 / 東京メトロ | 営団 / 東京メトロ |
| 年度               | 1日平均 乗降人員  | 増加率            |
| ------------------ | ----------------- | ----------------- |
| 1999年（平成11年） | 104,849           |                   |
| 2000年（平成12年） | 99,899            | −4.7%             |
| 2001年（平成13年） |                   |                   |
| 2002年（平成14年） | 88,362            |                   |
| 2003年（平成15年） | 93,165            | 5.4%              |
| 2004年（平成16年） | 94,325            | 1.2%              |
| 2005年（平成17年） | 97,299            | 3.2%              |
| 2006年（平成18年） | 99,683            | 2.5%              |
| 2007年（平成19年） | 105,600           | 5.9%              |
| 2008年（平成20年） | 104,056           | −1.5%             |
| 2009年（平成21年） | 100,621           | −3.3%             |
| 2010年（平成22年） | 98,876            | −1.7%             |
| 2011年（平成23年） | 95,522            | −3.4%             |
| 2012年（平成24年） | 98,217            | 2.8%              |
| 2013年（平成25年） | 104,738           | 6.6%              |
| 2014年（平成26年） | 107,471           | 2.6%              |
| 2015年（平成27年） | 111,149           | 3.4%              |
| 2016年（平成28年） | 115,726           | 4.1%              |
| 2017年（平成29年） | 118,260           | 2.2%              |
| 2018年（平成30年） | 119,939           | 1.4%              |
| 2019年（令和元年） | 117,796           | −1.8%             |
| 2020年（令和02年） | 70,649            | −40.0%            |
| 2021年（令和03年） | 76,424            | 8.2%              |
| 2022年（令和04年） | 90,039            | 17.8%             |
| 2023年（令和05年） | 98,329            | 9.2%              |
| 2024年（令和06年） | 104,751           | 6.5%              |

### 年度別1日平均乗車人員（1900年代 - 1930年代）
| 年度               | 日本鉄道 / 国鉄 | 出典              |
| ------------------ | --------------- | ----------------- |
| 1901年（明治34年） | [ 備考 1 ]      |                   |
| 1907年（明治40年） | 127             | [ 東京府統計 1 ]  |
| 1908年（明治41年） | 172             | [ 東京府統計 2 ]  |
| 1909年（明治42年） | 257             | [ 東京府統計 3 ]  |
| 1911年（明治44年） | 931             | [ 東京府統計 4 ]  |
| 1912年（大正元年） | 1,058           | [ 東京府統計 5 ]  |
| 1913年（大正02年） | 1,121           | [ 東京府統計 6 ]  |
| 1914年（大正03年） | 1,077           | [ 東京府統計 7 ]  |
| 1915年（大正04年） | 1,062           | [ 東京府統計 8 ]  |
| 1916年（大正05年） | 1,464           | [ 東京府統計 9 ]  |
| 1919年（大正08年） | 3,665           | [ 東京府統計 10 ] |
| 1920年（大正09年） | 5,176           | [ 東京府統計 11 ] |
| 1922年（大正11年） | 7,330           | [ 東京府統計 12 ] |
| 1923年（大正12年） | 9,663           | [ 東京府統計 13 ] |
| 1924年（大正13年） | 10,405          | [ 東京府統計 14 ] |
| 1925年（大正14年） | 10,067          | [ 東京府統計 15 ] |
| 1926年（昭和元年） | 11,424          | [ 東京府統計 16 ] |
| 1927年（昭和02年） | 12,974          | [ 東京府統計 17 ] |
| 1928年（昭和03年） | 13,714          | [ 東京府統計 18 ] |
| 1929年（昭和04年） | 14,325          | [ 東京府統計 19 ] |
| 1930年（昭和05年） | 13,707          | [ 東京府統計 20 ] |
| 1931年（昭和06年） | 12,914          | [ 東京府統計 21 ] |
| 1932年（昭和07年） | 12,717          | [ 東京府統計 22 ] |
| 1933年（昭和08年） | 13,290          | [ 東京府統計 23 ] |
| 1934年（昭和09年） | 13,776          | [ 東京府統計 24 ] |
| 1935年（昭和10年） | 14,308          | [ 東京府統計 25 ] |

### 年度別1日平均乗車人員（1953年 - 2000年）
| 年度               | 国鉄 / JR東日本 | 営団   | 出典              |
| ------------------ | --------------- | ------ | ----------------- |
| 1953年（昭和28年） | 23,185          | 未開業 | [ 東京都統計 1 ]  |
| 1954年（昭和29年） | 24,278          | 未開業 | [ 東京都統計 2 ]  |
| 1955年（昭和30年） | 24,526          | 未開業 | [ 東京都統計 3 ]  |
| 1956年（昭和31年） | 26,594          | 未開業 | [ 東京都統計 4 ]  |
| 1957年（昭和32年） | 28,174          | 未開業 | [ 東京都統計 5 ]  |
| 1958年（昭和33年） | 30,276          | 未開業 | [ 東京都統計 6 ]  |
| 1959年（昭和34年） | 32,642          | 未開業 | [ 東京都統計 7 ]  |
| 1960年（昭和35年） | 34,575          | 未開業 | [ 東京都統計 8 ]  |
| 1961年（昭和36年） | 35,306          | 未開業 | [ 東京都統計 9 ]  |
| 1962年（昭和37年） | 38,044          | 未開業 | [ 東京都統計 10 ] |
| 1963年（昭和38年） | 40,769          | 10,721 | [ 東京都統計 11 ] |
| 1964年（昭和39年） | 43,990          | 10,982 | [ 東京都統計 12 ] |
| 1965年（昭和40年） | 45,929          | 15,969 | [ 東京都統計 13 ] |
| 1966年（昭和41年） | 45,458          | 16,246 | [ 東京都統計 14 ] |
| 1967年（昭和42年） | 46,549          | 17,838 | [ 東京都統計 15 ] |
| 1968年（昭和43年） | 47,499          | 19,387 | [ 東京都統計 16 ] |
| 1969年（昭和44年） | 43,889          | 20,560 | [ 東京都統計 17 ] |
| 1970年（昭和45年） | 44,701          | 23,789 | [ 東京都統計 18 ] |
| 1971年（昭和46年） | 50,008          | 26,683 | [ 東京都統計 19 ] |
| 1972年（昭和47年） | 51,241          | 29,225 | [ 東京都統計 20 ] |
| 1973年（昭和48年） | 53,030          | 29,488 | [ 東京都統計 21 ] |
| 1974年（昭和49年） | 55,940          | 31,534 | [ 東京都統計 22 ] |
| 1975年（昭和50年） | 58,156          | 32,530 | [ 東京都統計 23 ] |
| 1976年（昭和51年） | 62,307          | 33,068 | [ 東京都統計 24 ] |
| 1977年（昭和52年） | 62,808          | 33,734 | [ 東京都統計 25 ] |
| 1978年（昭和53年） | 62,942          | 32,515 | [ 東京都統計 26 ] |
| 1979年（昭和54年） | 65,011          | 32,839 | [ 東京都統計 27 ] |
| 1980年（昭和55年） | 64,290          | 33,386 | [ 東京都統計 28 ] |
| 1981年（昭和56年） | 65,332          | 34,855 | [ 東京都統計 29 ] |
| 1982年（昭和57年） | 66,110          | 35,677 | [ 東京都統計 30 ] |
| 1983年（昭和58年） | 67,648          | 36,724 | [ 東京都統計 31 ] |
| 1984年（昭和59年） | 72,186          | 38,836 | [ 東京都統計 32 ] |
| 1985年（昭和60年） | 72,964          | 39,858 | [ 東京都統計 33 ] |
| 1986年（昭和61年） | 75,655          | 41,222 | [ 東京都統計 34 ] |
| 1987年（昭和62年） | 74,601          | 41,503 | [ 東京都統計 35 ] |
| 1988年（昭和63年） | 77,814          | 43,197 | [ 東京都統計 36 ] |
| 1989年（平成元年） | 80,696          | 44,562 | [ 東京都統計 37 ] |
| 1990年（平成02年） | 82,422          | 45,537 | [ 東京都統計 38 ] |
| 1991年（平成03年） | 84,549          | 45,779 | [ 東京都統計 39 ] |
| 1992年（平成04年） | 87,592          | 45,737 | [ 東京都統計 40 ] |
| 1993年（平成05年） | 89,882          | 45,770 | [ 東京都統計 41 ] |
| 1994年（平成06年） | 99,723          | 46,816 | [ 東京都統計 42 ] |
| 1995年（平成07年） | 108,593         | 46,954 | [ 東京都統計 43 ] |
| 1996年（平成08年） | 118,063         | 48,954 | [ 東京都統計 44 ] |
| 1997年（平成09年） | 123,141         | 50,110 | [ 東京都統計 45 ] |
| 1998年（平成10年） | 127,033         | 52,123 | [ 東京都統計 46 ] |
| 1999年（平成11年） | 129,081         | 51,473 | [ 東京都統計 47 ] |
| 2000年（平成12年） | 127,967         | 49,203 | [ 東京都統計 48 ] |

### 年度別1日平均乗車人員（2001年以降）
| 年度               | JR東日本 | 営団 / 東京メトロ | 出典              |
| ------------------ | -------- | ----------------- | ----------------- |
| 2001年（平成13年） | 123,640  | 44,290            | [ 東京都統計 49 ] |
| 2002年（平成14年） | 124,152  | 43,088            | [ 東京都統計 50 ] |
| 2003年（平成15年） | 125,839  | 45,098            | [ 東京都統計 51 ] |
| 2004年（平成16年） | 126,830  | 45,556            | [ 東京都統計 52 ] |
| 2005年（平成17年） | 131,507  | 47,378            | [ 東京都統計 53 ] |
| 2006年（平成18年） | 135,318  | 48,537            | [ 東京都統計 54 ] |
| 2007年（平成19年） | 137,826  | 51,374            | [ 東京都統計 55 ] |
| 2008年（平成20年） | 134,616  | 50,748            | [ 東京都統計 56 ] |
| 2009年（平成21年） | 132,968  | 49,400            | [ 東京都統計 57 ] |
| 2010年（平成22年） | 130,245  | 48,430            | [ 東京都統計 58 ] |
| 2011年（平成23年） | 128,555  | 47,030            | [ 東京都統計 59 ] |
| 2012年（平成24年） | 130,241  | 48,003            | [ 東京都統計 60 ] |
| 2013年（平成25年） | 133,553  | 51,419            | [ 東京都統計 61 ] |
| 2014年（平成26年） | 135,493  | 52,753            | [ 東京都統計 62 ] |
| 2015年（平成27年） | 139,882  | 54,481            | [ 東京都統計 63 ] |
| 2016年（平成28年） | 143,898  | 56,868            | [ 東京都統計 64 ] |
| 2017年（平成29年） | 145,319  | 58,186            | [ 東京都統計 65 ] |
| 2018年（平成30年） | 147,699  | 59,027            | [ 東京都統計 66 ] |
| 2019年（令和元年） | 145,805  | 58,112            | [ 東京都統計 67 ] |
| 2020年（令和02年） | 94,002   |                   |                   |
| 2021年（令和03年） | 99,136   |                   |                   |
| 2022年（令和04年） | 112,602  |                   |                   |
| 2023年（令和05年） | 121,103  |                   |                   |

備考
1. ↑  1901年2月25日開業。
2. ↑  1964年3月25日開業。開業日から1964年3月31日までの計7日間を集計したデータ。

## 駅周辺

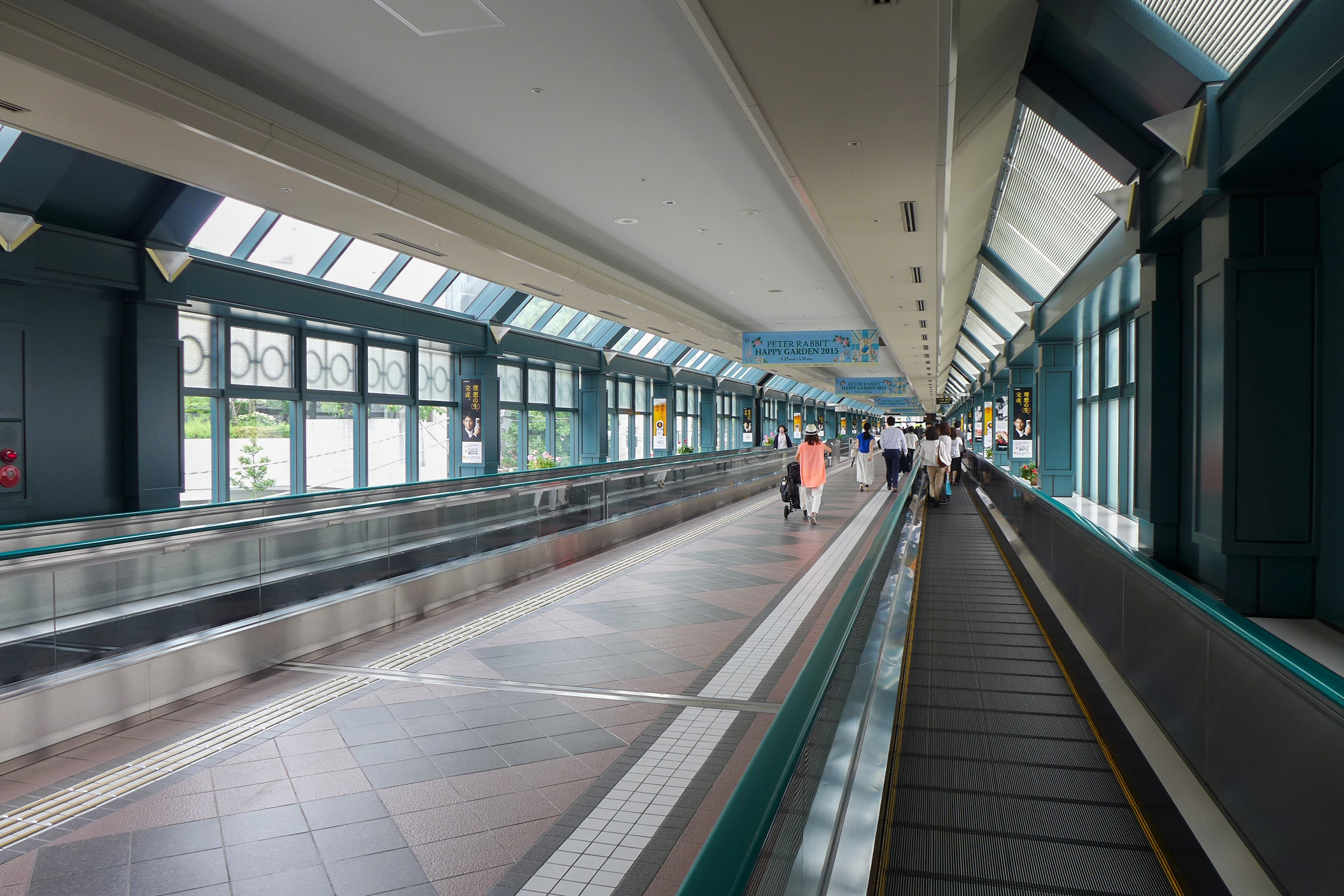
恵比寿ガーデンプレイスSky walk

当駅の開業後、当駅とビール工場の周辺が「恵比寿」と呼ばれるようになり、後に正式な地名になった。
- アトレ恵比寿（本館、西館） - 駅ビル
  - 恵比寿駅ビル内郵便局

### 山手線内側
- 渋谷区新橋区民施設
  - 渋谷区役所 新橋出張所
  - 渋谷区地域交流センター新橋
- 渋谷区ひがし健康プラザ
- 日仏会館
- 駐日チェコ共和国大使館
- 駐日クロアチア共和国大使館
- 駐日ペルー共和国大使館
- 駐日コンゴ共和国大使館
- 東京都立広尾高等学校
- 山種美術館
- 東京都立広尾病院
- 渋谷城址
- 渋谷橋郵便局
- 渋谷恵比寿郵便局
- 恵比寿ガーデンプレイス - サッポロビールの恵比寿工場が千葉県船橋市に移転し、跡地再開発として複合施設が建設された。
  - 恵比寿ガーデンプレイスタワー
  - 恵比寿ガーデンプレイス郵便局
  - 東京都写真美術館
  - ヱビスビール記念館（旧・恵比寿麦酒記念館）
  - 恵比寿ガーデンホール・恵比寿ガーデンルーム
  - 恵比寿ガーデンシネマ1・2
  - ウェスティンホテル東京
  - サッポロホールディングス、サッポロビール本社、ポッカサッポロフード&ビバレッジ東京本社
- 恵比寿ビジネスタワー
- LIQUIDROOM ebisu
- あいおいニッセイ同和損害保険

### 山手線外側
- 防衛省目黒地区
- 駐日ポーランド大使館
- 駐日アルジェリア大使館
- 総合病院厚生中央病院
- 恵比寿神社 - 近くに天津神社（通称・大六様）という神社があったが、戦後の区画整理で現在の場所に移った際、町名に合わせて兵庫県西宮市の西宮神社から商売繁盛の神である恵比寿を勧請してこれを合祀し、名前を「恵比寿神社」に改めた。
- 恵比寿駅前郵便局
- 目黒三田郵便局
- ピーコックストア恵比寿店
- 代官山駅
- 中目黒駅

## バス路線
| のりば       | 運行事業者 | 系統・行先                                                | 備考 |
| 恵比寿駅前   | 恵比寿駅前 | 恵比寿駅前                                                | 恵比寿駅前 |
| ------------ | ---------- | --------------------------------------------------------- | --- |
| 1            | 都営バス   | 学06：日赤医療センター前                                  | |
| 5            | 都営バス   | 田87：渋谷駅前                                            | |
| 6            | 都営バス   | 田87：田町駅前                                            | |
| 恵比寿駅     |            |                                                           | |
| 2            | 東急バス   | 渋72：渋谷駅東口                                          | |
| 3            | 東急バス   | 渋72：五反田駅                                            | 目黒不動尊縁日開催日の毎月28日は林試の森入口 - 不動尊門前バス停間が運行休止となることに伴い、林試の森入口行となる。 |
| 4            | 東急バス   | - 恵32：用賀駅 - 恵32（深夜）：中町五丁目                 | 「恵32（深夜）」は平日のみ運行                                                                                      |
| 恵比寿駅東口 |            |                                                           | |
| －           | 東急バス   | ハチ公バス 夕やけこやけルート：恵比寿ガーデンプレイス方面 | |
| 恵比寿駅入口 |            |                                                           | |
| －           | 東急バス   | ハチ公バス 夕やけこやけルート：渋谷区役所                 | |
| 恵比寿一丁目 |            |                                                           | |
| 11           | 都営バス   | 田87：渋谷駅前                                            | |
| 12           | 都営バス   | 田87：田町駅前                                            | |
| 渋谷橋       |            |                                                           | |
| 7            | 都営バス   | 学06：恵比寿駅前                                          | |
| 8            | 都営バス   | 都06：渋谷駅前                                            | |
| 9            | 都営バス   | 都06：新橋駅前・赤羽橋駅前                                | |
| 10           | 都営バス   | 学06：日赤医療センター前                                  | |

## 隣の駅
東日本旅客鉄道（JR東日本）
 山手線
目黒駅 (JY 22) - 恵比寿駅 (JY 21) - 渋谷駅 (JY 20)
 埼京線（ 相鉄線直通含む）
■通勤快速・■快速・■各駅停車
大崎駅 (JA 08) - 恵比寿駅 (JA 09) - 渋谷駅 (JA 10)
 湘南新宿ライン
■特別快速
通過
■快速・■普通
大崎駅 (JS 17) - 恵比寿駅 (JS 18) - 渋谷駅 (JS 19)
東京地下鉄（東京メトロ）
 日比谷線
- □THライナー終着駅（霞ケ関駅以西は各駅に停車）

■THライナー以外の列車
中目黒駅 (H 01) - 恵比寿駅 (H 02) - 広尾駅 (H 03)